# The Horseman
Pour les articles homonymes, voir Horseman.
Pour plus de détails, voir Fiche technique et Distribution.
The Horseman est un film australien réalisé par Steven Kastrissios et sorti en 2008.

## Synopsis
Christian est un homme brisé par la mort de sa fille adolescente, morte d'overdose. Il découvre une vidéo pornographique dans laquelle elle se livre à des rapports sexuels alors qu'elle est droguée. Christian entreprend une vengeance violente afin de tuer tous ceux liés à sa mort. Au cours de sa route, il prend en stop Alice, une jeune adolescente avec laquelle il va se lier d'amitié.

## Fiche technique
- Réalisation, scénario et montage : Steven Kastrissios
- Producteurs : Rebecca Dakin et Steven Kastrissios
- Musique : Ryan Potter
- Image : Mark Broadbent
- Direction artistique : Amanda Broomhall
- Décorateur de plateau : Emma Hodgson
- Pays :  Australie
- Genre : Thriller
- Date de sortie vidéo :  5 avril 2011[1]

## Distribution
- Peter Marshall : Christian
- Caroline Marohasy : Alice
- Brad McMurray : Derek
- Jack Henry : Finn
- Evert McQueen : Jim
- Christopher Sommers : Pauly
- Bryan Probets	: Walters
- Steve Tandy : Devlin
- Chris Betts : Hilton
- Damon Gibson : Chuck
- Hannah Levien	: Jesse
- Ron Kelly : Det. Adams
- Robyn Moore (en) : Irene
- Warren Meacham : Richards
- Greg Quinn : Kenneth
- Rhye Copeman : Eddie